# Jurarchaea zherikhini
Genre
Espèce
Jurarchaea zherikhini, unique représentant du genre Jurarchaea, est une espèce fossile d'araignées aranéomorphes de la famille des Archaeidae.

## Distribution
Cette espèce a été découverte au Kazakhstan. Elle date du Jurassique.

## Étymologie
Cette espèce est nommée en l'honneur de Vladimir Vasilevich Zherikhin.

## Publication originale
- (en) Eskov, 1987 : A new archaeid spider (Chelicerata: Araneae) from the Jurassic of Kazakhstan, with notes on the so-called “Gondwanan” ranges of recent taxa. Neues Jahrbuch für Geologie und Paläontologie, Abhandlungen, vol. 175, p. 81–106.